# Rio Gerar

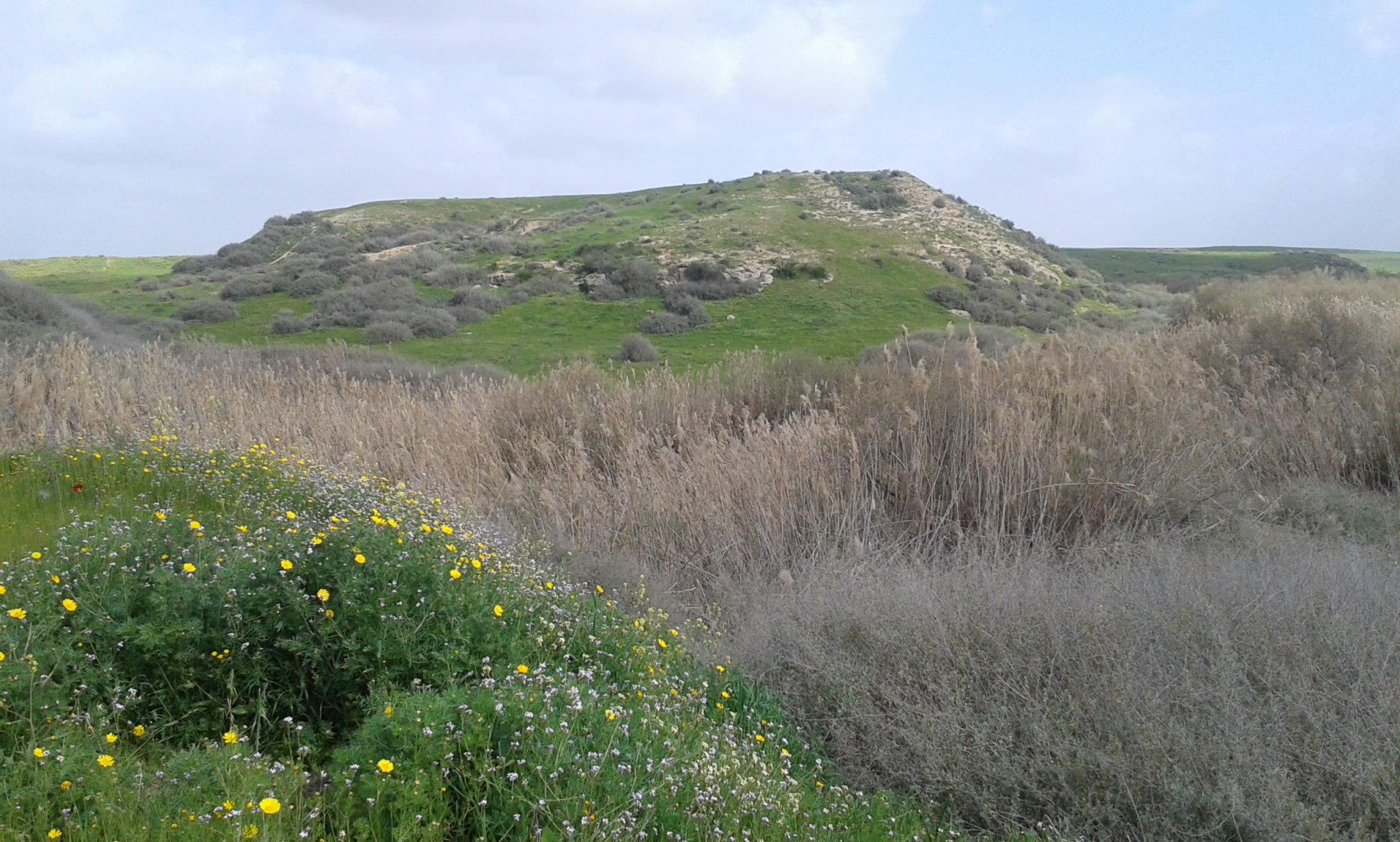
Localização de Tel-Shera ao longo do rio Gerar.

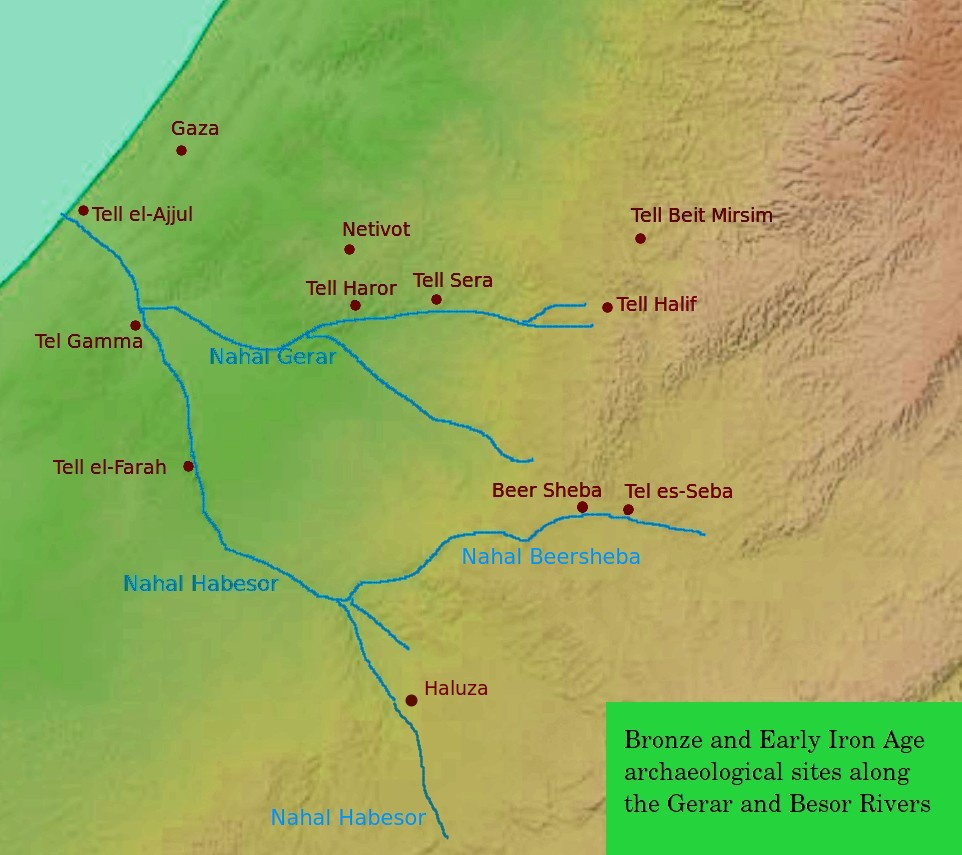
Os rios Gerar e Besor entre a Idade do Bronze e do Ferro.

Rio Gerar (em hebraico: נחל גרר; romaniz.: Nahal Gerar) era um uádi em Israel, que ficava no sul do país e no noroeste de Negueve. Era a principal afluente do rio Besor, que está localizado na ravina do Gerar, entre o Nevirot e o Ofakim, onde era plantado as tamargueiras, os eucaliptos, as oliveiras e as alfarrobeiras. Seu nome alternativo em árabe era Uádi Exaria (Wādi esh Sharī'a). O local era identificado como a antiga cidade filisteia Gerar, governada pelo rei filisteu Abimeleque na Idade do Bronze.